# ماونت اولیو، شهرستان واشینگتن، آرکانزاس
ماونت اولیو (به انگلیسی: Mount Olive) یک منطقهٔ مسکونی در ایالات متحده آمریکا است که در شهرستان واشینگتن، آرکانزاس واقع شده‌است. ماونت اولیو ۴۸۴ متر بالاتر از سطح دریا واقع شده‌است.